# Выборы примара Кишинёва (2018)
Выборы примара Кишинева прошли 20 мая 2018 года. Такое решение принял Центризбирком на заседании 12 марта.
За решение члены ЦИК проголосовали единогласно. Согласно решению ЦИК, на проведение досрочных выборов в Бельцах и Кишиневе из госбюджета должны выделить 22,5 млн леев.
Дорин Киртоакэ, отстраненный в прошлом году от должности на время расследования уголовного дела о платных парковках, объявил 16 февраля о своей отставке.
19 июня 2018 года городской суд Кишинёва отменил результаты выборов, что вызвало протесты. 21 июня решение об отмене было подтвеждено Апелляционной палатой Кишинёва. 26 июня решение об отмене было подтверждено Высшей судебной палатой. На основании принятых судебных решений 29 июня Центральная избирательная комиссия признала выборы генерального примара Кишинёва недействительными. В сложившейся ситуации, когда невозможно объявить новые выборы меньше чем за год до всеобщих местных выборов, выборы генерального примара Кишинёва было решено провести в рамках всеобщих местных выборов 2019 года.

## Результаты голосования

### Первый тур
Первый тур выборов генерального примара Кишинёва прошёл 20 мая 2018 года.
| Имя кандидата      | Представляет партию                                          | Количество проголосовавших | В % от общего числа |
| ------------------ | ------------------------------------------------------------ | -------------------------- | ------------------- |
| Василий Костюк     | Партия «Демократия дома» (ПДД)                               | 504                        | 0,23                |
| Андрей Нэстасе     | Политическая Партия «Платформа Достоинство и Правда» (ПППДП) | 71 803                     | 32,12               |
| Александр Рошко    | Партия «Наш дом — Молдова» (ПНДМ)                            | 443                        | 0,20                |
| Валерий Мунтяну    | Либеральная партия (ЛП)                                      | 8 078                      | 3,61                |
| Ион Чебан          | Партия социалистов Республики Молдова (ПСРМ)                 | 91 575                     | 40,97               |
| Виктор Стрэтилэ    | Зелёная экологическая партия (ЗЭП)                           | 414                        | 0,19                |
| Александра Кан     | Национал-либеральная партия (НЛП)                            | 385                        | 0,17                |
| Максим Брэила      | Народная партия Республики Молдова (НПРМ)                    | 331                        | 0,15                |
| Сильвия Раду       | независимая                                                  | 39 460                     | 17,65               |
| Александр Мыцу     | Русско-славянская партия Молдовы (РСПМ)                      | 374                        | 0,17                |
| Константин Кодряну | Партия национального единства (ПНЕ)                          | 10 163                     | 4,55                |
| Итого              | Итого                                                        | 223 530 (явка- 35,42 %)    | 100 %               |

### Второй тур
Второй тур выборов генерального примара Кишинёва прошёл 3 июня 2018 года.
| Имя кандидата  | Представляет партию                                          | Количество проголосовавших | В % от общего числа |
| -------------- | ------------------------------------------------------------ | -------------------------- | ------------------- |
| Ион Чебан      | Партия социалистов Республики Молдова (ПСРМ)                 | 116 789                    | 47,43               |
| Андрей Нэстасе | Политическая Партия «Платформа Достоинство и Правда» (ПППДП) | 129 432                    | 52,57               |
| Итого          | Итого                                                        | 246 220 (явка: 39,12 %)    | 100 %               |